# کیلیچ‌لی کاولاک‌لی (امیرداغ)
کیلیچ‌لی کاولاک‌لی (به ترکی استانبولی: Kılıçlı Kavlaklı) یک منطقهٔ مسکونی در ترکیه است که در امیرداغ واقع شده‌است.